# Ommata thoracica
Ommata thoracica är en skalbaggsart som beskrevs av Bates 1873. Ommata thoracica ingår i släktet Ommata och familjen långhorningar. Inga underarter finns listade i Catalogue of Life.